# Vibrionaceae
Famille
Les Vibrionaceae sont une famille de bacilles Gram négatifs incurvés et très mobiles de l'ordre des « Vibrionales ». Son nom provient de Vibrio qui est le genre type de cette famille.

## Caractéristiques
Les Vibrionaceae sont souvent confondues avec les entérobactéries et les Pseudomonas avec lesquelles elles partagent certaines propriétés :
- Cultivées sur milieux ordinaires.
- Aéro-anaérobie facultative.
- Fermentent le glucose.
- Produisent un nitrate réductase.

En revanche, les Vibrionaceae se différencient des entérobactéries car ces dernières ne possèdent pas une oxydase.

## Liste de genres

### Genres validement publiés
Selon la LPSN (8 décembre 2022) :
- Aliivibrio Urbanczyk et al. 2007
- Catenococcus Sorokin 1994
- Echinimonas Nedashkovskaya et al. 2013
- Enterovibrio Thompson et al. 2002
- Grimontia Thompson et al. 2003
- Listonella MacDonell & Colwell 1986
- Paraphotobacterium Huang et al. 2016
- Photobacterium Beijerinck 1889
- Salinivibrio Mellado et al. 1996
- Thaumasiovibrio Amin et al. 2018
- Veronia Gomez-Gil et al. 2022
- Vibrio Pacini 1854 – genre type

De plus les genres Allomonas, Beneckea et Lucibacterium ont été reclassés dans le genre Vibrio.

### Genres en attente de publication valide
Selon la LPSN (8 décembre 2022) les genres suivants sont en attente de publication valide (Ca. signifie Candidatus) :
- « Agarbacterium » Angst 1929
- « Corallibacterium » Hettiarachchi et al. 2018
- « Marinovibrio » Rueger 1972
- « Ca. Photodesmus » Hendry & Dunlap 2011